# Седловая
Седловая — посёлок при станции в центральной части Карымского района Забайкальского края России в составе сельского поселения «Адриановское».

## География
Расположен на расстоянии примерно 19 км от центра района посёлка Карымское на юго-восток при железнодорожной станции Седловой.

## Климат
Климат резко континентальный с большими перепадами сезонных и суточных температур. Лето теплое и жаркое с низким количеством осадков. Среднегодовая температура (по данным города Чита) −1,4 °C.

## Население
Постоянное население составляло 136 человек в 2002 году (98 % русские), 127 человек в 2010 году.